# اندرو دیویس (نویسنده)
اندرو دیویس (انگلیسی: Andrew Davies (writer)؛ زادهٔ ۲۰ سپتامبر ۱۹۳۶) یک فیلم‌نامه‌نویس، نویسنده، و پدیدآور اهل بریتانیا است.
وی همچنین برنده جوایزی همچون جایزه امی ساعات پربیننده بهترین نویسنده مجموعه تلویزیونی و فیلم در سال‌های ۱۹۹۱ و ۲۰۰۹ و کمک هزینه تحصیلی بفتا در سال ۲۰۰۲ شده است.

## سینما
- Circle of Friends (۱۹۹۵)
- The Tailor of Panama (۲۰۰۱)
- خاطرات بریجت جونز (2001, with Helen Fielding and ریچارد کرتیس)
- نکته باریک (2004, with Helen Fielding)
- برادویج بازمیگردد (فیلم ۲۰۰۸)
- سه تفنگدار (۲۰۱۱)

## تلویزیون[۱]
- مجموعه خانه پوشالی ۱۹۹۰
- مجموعه بی‌بی‌سی ۱۹۷۲
- خانه متروک ۲۰۰۵
- راه و رسم زندگی ما (۲۰۰۱)
- غرور و تعصب ۱۹۹۵
- جنگ و صلح ۲۰۱۵
- سَـندیتون ۲۰۱۹